# Aleksandr Yákovlev (pintor)

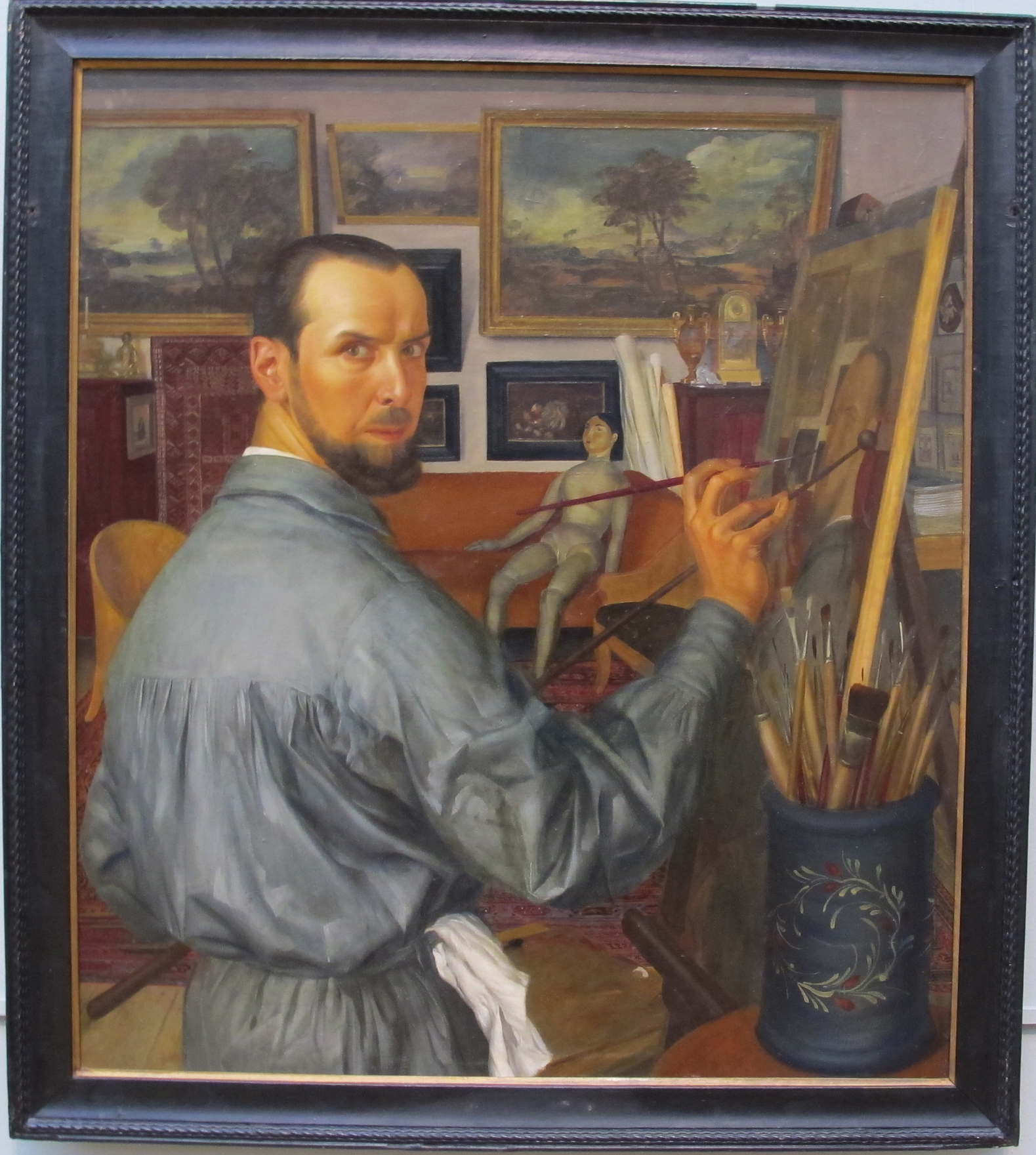
Autorretrato, 1917

Aleksandr Yevguénievich Yákovlev (en cirílico ruso: Алекса́ндр Евге́ньевич Яковлев, San Petersburgo, 3 de junio jul./15 de junio greg. de 1887-París, 12 de mayo de 1938) fue un pintor neoclasicista ruso afincado en Francia.

## Biografía
Varios miembros de su familia fueron célebres: Su hermano Alekséi Yákovlev era arquitecto, padre de su sobrina Tatiana Yákovleva a la que Vladímir Mayakovski dedicó poemas de amor, de su sobrina Ludmila Yákovleva bailarina y actriz, y de su sobrina Sandra Yákovleva cantante y profesora de bel canto. Su esposa Bella Shénsheva, con quien tuvo un hijo, era actriz y cantante. Su madre Sofía Kuzminá fue la primera mujer doctora en matemáticas de Rusia y su padre Yevgueni Yakóvlev, ingeniero-inventor, desarrolló su propio motor de combustión interna.

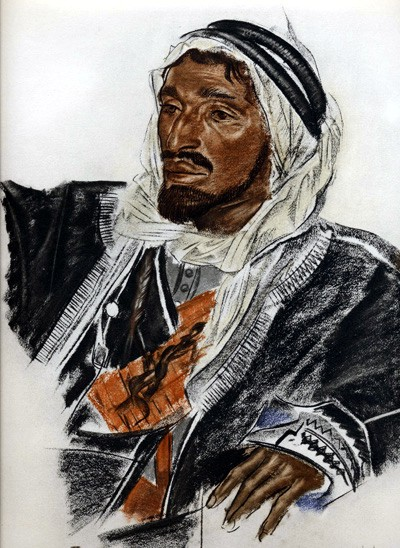
Jeque Sattam de Haddadin de Palmira, por Aleksandr Yákovlev.

Aleksandr estudió con Dmitri Kardovski y luego en la Academia Imperial de las Artes. Al terminar, publicó trabajos en revistas rusas y participó en el movimiento artístico Mir iskusstva.
En 1913, recibió una beca para estudios en el extranjero. Con su amigo inseparable Vasili Shujáiev viajó por España e Italia hasta estallar la Primera Guerra Mundial.
En 1917, recibió otra beca para viajar y visitó Mongolia, China y Japón. Durante la Revolución de Octubre se refugió en Francia adquiriendo más tarde la ciudadanía.
En 1924/25, viajó al Sáhara y a África Ecuatorial, de Argelia a Madagascar, en la expedición Croisière noire como asesor artístico de Citroën. Hicieron otra expedición, Croisière jaune 1931/1932, por Beirut, Siria, Irán, Afganistán, Mongolia y China.
De 1934 a 1937, fue director de pintura en la escuela de arte del Museo de Bellas Artes de Boston.